# G-14
G-14 — ныне не действующая лига европейских футбольных клубов. Была основана в 2000 году 14-ю ведущими клубами для представления общих интересов на переговорах с УЕФА и ФИФА. Новые члены могут быть приняты в организацию лишь по приглашению. В августе 2002 года ещё четыре клуба присоединились (Арсенал, Байер-04 Леверкузен, Олимпик Лион, Валенсия), доведя число участников до 18, хотя организация сохранила прежнее название. После подписания соглашений с ФИФА и УЕФА, по которым эти организации выплатят клубам солидные суммы за вызов футболистов в сборные, G-14 объявила о своём самороспуске 15 февраля 2008 года. Эту организацию заменит Ассоциация Европейских Клубов, которая будет насчитывать 103 клуба-участника.
Клубы G-14 представляют 7 различных стран и в сумме выиграли более 250 национальных чемпионатов. По три команды представляют высшие лиги чемпионатов Англии, Франции, Германии, Италии и Испании, ещё два клуба из Нидерландов, один клуб представляет Португалию — команды из этих лиг традиционно считаются фаворитами в борьбе на европейской арене.  Члены G-14 выигрывали Лигу Чемпионов 41 раз за 51 сезон.
В финале Лиги Чемпионов 2004 впервые с 1992 играла команда, не входящая в G-14 — «Монако». Лишь в трёх финалах Лиги Чемпионов не было команды из G-14.
В финалах Кубка УЕФА члены G-14 не играли 12 раз. В 2005 году впервые с 1989 года в финале играли две команды, не входящие в G-14 — «ЦСКА Москва», «Спортинг Лиссабон».

## Члены G-14
Основатели, 2000
- Ливерпуль
- Манчестер Юнайтед
- Бавария Мюнхен
- Боруссия Дортмунд
- Интернационале
- Милан
- Ювентус
- Барселона
- Реал Мадрид
- Аякс
- ПСВ
- Олимпик Марсель
- Пари Сен-Жермен
- Порту

Новые члены, 2002
- Арсенал
- Байер-04 Леверкузен
- Валенсия
- Олимпик Лион